# لورا غونزاليز
لورا غونزاليز أوسبينا (بالإسبانية: Laura González)‏ (ولدت في 22 فبراير 1995) ممثلة وعارضة أزياء كولومبية، وحاملة لقب ملكة جمال سابقة بعد تتويجها بمسابقة ملكة جمال كولومبيا 2017، ومثلت بلدها في مسابقة ملكة جمال الكون 2017، حيث أنهت المسابقة في المرتبة الوصيفة الأولى. لعبت دور البطولة في أوبرا الصابون الكولومبية «لا كاشيكا»

## نشأتها
وُلدت في سانتياغو دي كالي، ومن سن السادسة أشهر أخذتها عائلتها إلى كارتاهينا.

## ملكة جمال كولومبيا 2017
مثلت لورا غونزاليز في 20 مارس 2017 كارتاخينا دي إندياس في مسابقة ملكة جمال كولومبيا الوطنية 2017، حيث حصل على أعلى درجات لتصبح خليفة مكلة جمال كولومبيا السابقة أندريا توفار، وثاني ممثلة للمدينة تتويجاَ باللقب بعد أندريا نوسيتي، المتوجة باللقب في عام 2000.
كجزء من مهمتها الاجتماعية الدولية، سافرت ملكة جمال كولومبيا لورا غونزاليز إلى الولايات المتحدة للمشاركة في حفل الجمال لنادي ميامي ليونز كولومونز ليونز لعام 2017. رافقتها «فيرينا كولومبيا» (الوصيفة الأولى) لورا فيرينا ناسيونال فانيسا بولغرين مونسالف، «الأميرة الأولى» (الوصيفة الثانية) ينيفر هيرنانديز خايمس، و«الأميرة الثانية» (الوصيفة الثالثة) فانيسا دومينغيز فيلد و«الأميرة الثالثة» (الوصيفة الرابعة) ، ماريا فرناندا بيتانكورت مورينو.
في العرض الخيري الذي أقيم يوم السبت الموافق 22 أبريل في فندق حياة ريجنسي في ميامي، ارتدت ملكة جمال كولومبيا ووصيفاتها ملابس تقليدية، وملابس السباحة وبدلات احتفالية من أجل جمع الأموال لدعم "Funvivir" "، وهي منظمة غير ربحية تقع في كارتاهينا، تعمل من أجل رفاهية الأطفال المصابين بالسرطان وأسرهم.

## ملكة جمال الكون 2017
خلال مسابقة ملكة جمال الكون 2017 التي أقيمت في منتجع وكازينو بلانيت هوليوود، لاس فيغاس، نيفادا، كانت لورا غونزاليز تبرز كواحدة من الخيارات العظيمة للفوز باللقب بين 92 دولة ومنطقة ذاتية الحكم تنافست على اللقب الذي لخلافة الفرنسية إيريس ميتينير. الفستان الذي تم ارتداؤه في الليلة الأخيرة من صنع المصمم هيرنان زاجار. في نهاية الدورة السادسة والستين من المسابقة، حصلت لورا على المركز الوصيفة الأولى، لمكلة الجمال الفائزة ديمي لاي نيل بيترس لجنوب إفريقيا، وبذلك حققت كولومبيا للعام الرابع على التوالي في أحد المراكز الثالثة الأول.

## فيلموغرافيا

### أعمال تلفزيونية
| عام       | العنوان         | شخصية      | قناة                                       |
| --------- | --------------- | ---------- | ------------------------------------------ |
| 2018-2019 | ماريا ماغدالينا | فتاة عمياء | ازتيكا 7 / تلفزيون سوني بيكتشورز / دوبامين |
| 2017-2018 | لا كاشيكا       | تشيتشي     | تلفزيون كاراكول / تلفزيون سوني بيكتشورز    |

## الجوائز والترشيحات

### جوائز انديا كاتالينا
| السنة | الفئة                             | تيلينوفيلا أو مسلسل | نتيجة |
| ----- | --------------------------------- | ------------------- | ----- |
| 2018  | أفضل ممثلة وافدة جديدة لهذا العام | لا كاشيكا           | رُشِّح   |

## روابط خارجية
- لورا غونزاليز على موقع IMDb (الإنجليزية)
- لورا غونزاليز على إنستغرام

| الجوائز و الإنجازات | الجوائز و الإنجازات                 | الجوائز و الإنجازات  |
| ------------------- | ----------------------------------- | -------------------- |
| سبقه راكيل بيليسير  | الوصيفة الأولى ملكة جمال الكون 2017 | تبعه تمارين غرين     |
| سبقه أندريا توفار   | ملكة جمال كولومبيا 2017             | تبعه غابرييلا تافور  |
| سبقه أندريا توفار   | ملكة جمال الكون كولومبيا 2017       | تبعه فاليريا موراليس |